# Caso Ana Lídia
O caso Ana Lídia refere-se ao sequestro e assassinato de Ana Lídia Braga (Brasília,10 de julho de 1966 – Brasília, 12 de setembro de 1973), crimes cometidos no Brasil em setembro de 1973. Está sepultada no Cemitério Campo da Esperança em Brasília.
A família de Ana Lídia morava na SQN 405, Bloco O, da Asa Norte em Brasília. Tinha 7 anos quando a sequestraram do Colégio Madre Carmen Sallés, onde foi deixada por um amigo dos pais às 13h30 de 11 de setembro de 1973. A menina foi torturada, estuprada e morta por asfixia. Segundo os peritos que analisaram seu corpo, a morte teria ocorrido às 6h da manhã do dia seguinte. Seu corpo foi encontrado por policiais, entre a Avenida das Nações e a Universidade de Brasília (UnB), às 13h de 12 de setembro. Estava semienterrado numa vala, próxima à qual havia marcas de pneus de moto e dois preservativos, indícios que com facilidade poderiam levar os investigadores aos culpados do crime. A menina estava nua, com marcas de cigarro e com os cabelos mal cortados.
O caso teve diversas falhas da perícia e da investigação policial. Os militares disseram na época que "grupos a serviço da subversão, que aproveitaram a ocorrência para lançar acusações falsas e desgastar nomes de figuras do atual governo".

## História

### Filhos de políticos suspeitos
Os suspeitos do crime foram o irmão da menina, Álvaro Henrique Braga  (que, junto à namorada, Gilma Varela de Albuquerque, teria vendido a menina a traficantes) e alguns filhos de políticos e importantes membros da alta sociedade brasiliense. Mas os culpados nunca foram apontados, e o caso Ana Lídia tornou-se mais um símbolo da impunidade durante a ditadura militar.
As investigações apontaram que Ana Lídia fora levada ao sítio do então Vice-Líder da ARENA no Senado, Eurico Resende, em Sobradinho. Testemunhas disseram que à noite, Álvaro e a namorada saíram e deixaram a menina com Alfredo Buzaid Júnior, Eduardo Ribeiro Resende (filho do senador, dono do sítio) e Raimundo Lacerda Duque, conhecido traficante de drogas de Brasília. Quando voltaram ao sítio, encontraram Ana Lídia morta. Como o principal suspeito era o filho do então Ministro da Justiça Alfredo Buzaid, uma controvérsia formou-se em torno do caso.

### Caso abafado pela ditadura militar
Num momento da história nacional em que a ditadura militar brasileira controlava as investigações que lhe diziam respeito, não houve rigor nas investigações. Houve também uma grande passividade por parte dos próprios familiares de Ana Lídia.
A força do poder dominante, para sufocar a divulgação do assunto, pode ser medida por um episódio citado por Jávier Godinho em sua obra "A Imprensa Livre". Em 20 de maio de 1974, jornais, rádios e estações de televisão do país receberam o seguinte comunicado do Departamento de Polícia Federal:
De ordem superior, fica terminantemente proibida a divulgação através dos meios de comunicação social escrito, falado, televisado, comentários, transcrição, referências e outras matérias sobre caso Ana Lídia e Rosana.— Polícia Federal

### Reabertura do processo
Depois de 13 anos da execução do crime, o processo foi reaberto por surgirem novidades sobre o assassinato. A repórter Mônica Teixeira, da Vídeo Abril, garantiu ter testemunhas que poderiam provar que o autor do crime era o filho do ex-Ministro da Justiça, Alfredo Buzaid, e que, apesar da imprensa ter noticiado que ele havia morrido num acidente, dois anos após o crime, Mônica garantiu que ele ainda estava vivo em 1985. Mais uma vez, fatos estranhos aconteceram: algumas das testemunhas simplesmente morreram após serem intimadas a depor e não foi imediatamente permitida a exumação do corpo, sendo o processo novamente fechado por suposta falta de provas.
Em 1986, após um ano do pedido inicial, a exumação do corpo de Alfredo Buzaid Júnior foi autorizada. Porém, por engano ou descuido da polícia, o corpo exumado foi o de Felício Buzaid, avô do acusado, falecido em 1966. Após uma segunda tentativa, um segundo cadáver, supostamente de Alfredo Buzaid Júnior, foi entregue ao IML. Por algum motivo não explicado, os dentes do cadáver estavam removidos, impossibilitando o reconhecimento por arcada dentária (não havia testes de DNA à época). Mesmo assim, em julho de 1986, o legista José Antônio Mello declarou que o corpo enterrado era realmente de Alfredo Buzaid Júnior.

### Desfecho
Até hoje não houve um desfecho para o caso, e ninguém foi punido pelos crimes. Em homenagem à menina, uma região do chamado Parque da Cidade, próximo à entrada do Setor Hoteleiro Sul, em que estão instalados diversos brinquedos, passou a ser denominado Parque Ana Lídia. Pelas circunstâncias de seu martírio, seu túmulo é um dos mais visitados no cemitério da cidade, sendo cultuada por devotos que creem em milagres concedidos pela menina, agora considerada santa.
Os três suspeitos mencionados no caso morreram em circunstâncias distintas anos após os acontecimentos. Alfredo Buzaid Júnior morreu em 1975 em um acidente automobilístico. Eduardo Ribeiro Resende suicidou-se em 1990. Raimundo Lacerda Duque morreu em 2005 devido a complicações de saúde relacionadas ao alcoolismo.